# Aselliscus stoliczkanus
Aselliscus stoliczkanus är en däggdjursart som först beskrevs av George Edward Dobson 1871. Aselliscus stoliczkanus ingår i släktet Aselliscus och familjen Rhinolophidae. Internationella naturvårdsunionen kategoriserar arten globalt som livskraftig. Inga underarter finns listade.
Artpitetet i det vetenskapliga namnet hedrar zoologen Ferdinand Stoliczka från Mähren.
Denna fladdermus når en kroppslängd (huvud och bål) av cirka 4 cm. Aselliscus stoliczkanus är med en vikt av 6 till 8 gram tyngre än den andra arten i samma släkte. Det hittades bruna och gråa individer och därför antas att arten byter päls under årets lopp.
Utbredningsområdet sträcker sig från södra Kina (Yunnan, Guangxi och Guizhou) över östra Myanmar, norra Vietnam, Laos och västra Thailand till norra Malackahalvön. Habitatet varierar troligen.
Mellanstora till stora flockar (koloni) vilar tillsammans i en grotta. Individerna håller vanligen 30 cm avstånd från varandra.